# Trilacuna manhao
Espèce
Trilacuna manhao est une espèce d'araignées aranéomorphes de la famille des Oonopidae.

## Répartition
Cette espèce est endémique du Yunnan en Chine,. Elle se rencontre dans les environs de Gejiu.

## Description
Le mâle holotype mesure 1,48 mm et la femelle paratype 1,56 mm.

## Systématique et taxinomie
Cette espèce a été décrite par Tong et Li en 2025.

## Étymologie
Son nom d'espèce lui a été donné en référence au lieu de sa découverte, Manhao.

## Publication originale
- Dai, Chen, Tong, Bian & Li, 2025 : « Two new species of Trilacuna Tong & Li, 2007 (Araneae, Oonopidae) from Yunnan Province, China, with a key to all known Trilacuna species of Yunnan. » ZooKeys, vol. 1248, p. 17-32 (texte intégral).